# Čelistná
Čelistná település Csehországban, a Pelhřimovi járásban. Čelistná Mezná, Libkova Voda, Rynárec és Pelhřimov településekkel határos. Lakosainak száma 93 fő (2024. január 1.).

## Népesség
A település lakosságának változását az alábbi diagram mutatja:
| Lakosok száma | 131  | 151  | 132  | 114  | 122  | 107  | 99   | 94   | 89   | 93   |
|               | 1869 | 1900 | 1921 | 1961 | 1980 | 2011 | 2016 | 2019 | 2021 | 2024 |